# Le Maître de guerre
Pour les articles homonymes, voir Heartbreak Ridge.
Pour plus de détails, voir Fiche technique et Distribution.
Le Maître de guerre (Heartbreak Ridge) est un film américain réalisé par Clint Eastwood et sorti en 1986.
Clint Eastwood se met en scène dans le rôle d'un vétéran des marines participant à l'invasion de la Grenade en 1983.

## Synopsis

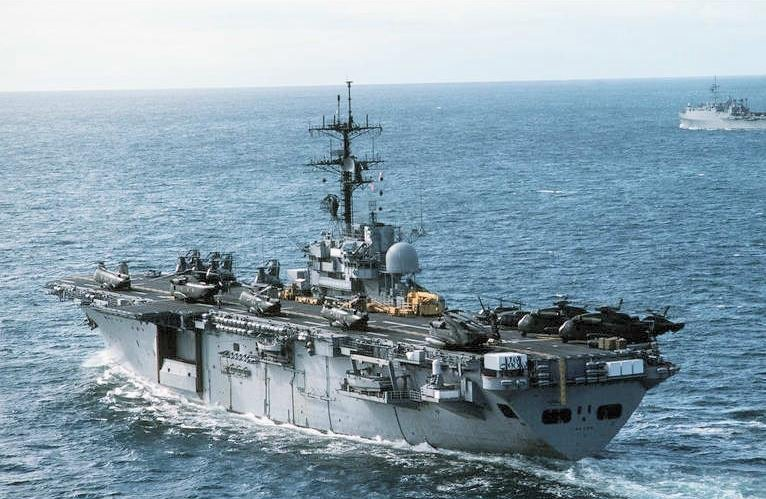
L'USS Iwo Jima (LPH-2) est utilisé dans le film.

1983. Le sergent-artilleur Thomas Highway est un « dur à cuire » de la « vieille école ». Vétéran de la guerre de Corée et de la guerre du Viêt Nam, il est désormais proche de la retraite. Alors qu'il vient de se faire arrêter pour état d'ébriété et pour avoir uriné sur un véhicule de police, il revient cependant chez les Marines de la 2e division, qui l'ont jadis renvoyé — entre autres — pour insubordination. Tom est chargé d'entraîner l'unité de reconnaissance, peu habituée à la rigueur et à l'effort. Il retrouve également son ex-femme, Aggie (Agnès en VF), dont il est toujours amoureux.
Paria et anachronisme vivant, le vieux sous-officier prouve l'efficacité de sa méthode au cours d'un assaut réel, l'invasion de la Grenade (après le coup d'État et l'assassinat du chef du gouvernement local, Maurice Bishop). Durant cet assaut, il va montrer à tous ses détracteurs que même les pires soldats peuvent devenir les plus courageux et qu'il est plus efficace que les officiers guindés qui le méprisent.

## Fiche technique
Sauf indication contraire, les informations mentionnées dans cette section peuvent être confirmées par la base de données cinématographiques IMDb,  présente dans la section « Liens externes ».
- Titre français : Le Maître de guerre
- Titre original : Heartbreak Ridge
- Réalisation : Clint Eastwood
- Scénario : James Carabastsos, avec les participations non créditées de Dennis Hackin, Megan Rose et Joseph Stinson[1]
- Musique : Lennie Niehaus
- Photographie : Jack Green
- Montage : Joel Cox
- Concepteurs des décors : Edward C. Carfagno
- Décors : Robert R. Benton
- Costumes : Glenn Wright
- Producteur : Clint Eastwood

Producteur délégué : Fritz Manes
- Sociétés de production : The Malpaso Company et Jay Weston Productions
- Société de distribution : Warner Bros. (États-Unis), Warner-Columbia Film (France)
- Pays de production :  États-Unis
- Langue originale : anglais
- Budget : 15 000 000 $[2]
- Format : Couleur (Technicolor) et noir et blanc - 1.85:1 - 35 mm (Eastman 125T 5247) - son : Dolby Stereo
- Genre : Guerre
- Durée : 125 minutes
- Dates de sortie[3] :
  - États-Unis : 5 décembre 1986
  - France : 4 mars 1987
- Affiche : Bill Gold (États-Unis)

## Distribution
- Clint Eastwood (VF : Jean-Claude Michel) : le sergent-artilleur Thomas Highway
- Marsha Mason (VF : Béatrice Delfe) : Agnès (Aggie en VO)
- Everett McGill (VF : Richard Darbois) : le commandant Malcolm A. Powers
- Moses Gunn (VF : Robert Liensol) : l'adjudant (staff sergeant en VO) Webster
- Eileen Heckart (VF : Paule Emmanuele) : Little Mary
- Bo Svenson (VF : Jacques Richard) : Roy Jennings, le propriétaire du Palace
- Boyd Gaines (VF : Éric Legrand) : le lieutenant Ring
- Mario Van Peebles (VF : Pascal Légitimus) : le caporal « Stitch » Jones
- Arlen Dean Snyder (VF : Jacques Deschamps) : le sergent-major Choozoo
- Vincent Irizarry (VF : Patrick Poivey) : Fragetti
- Ramón Franco : le soldat Aponte
- Richard Venture (VF : William Sabatier) : le colonel Meyers
- J. C. Quinn : le sergent de l'intendance
- John Hostetter : Reese
- Thom Sharp : Emcee
- Nicholas Worth : Jail Binger

## Production

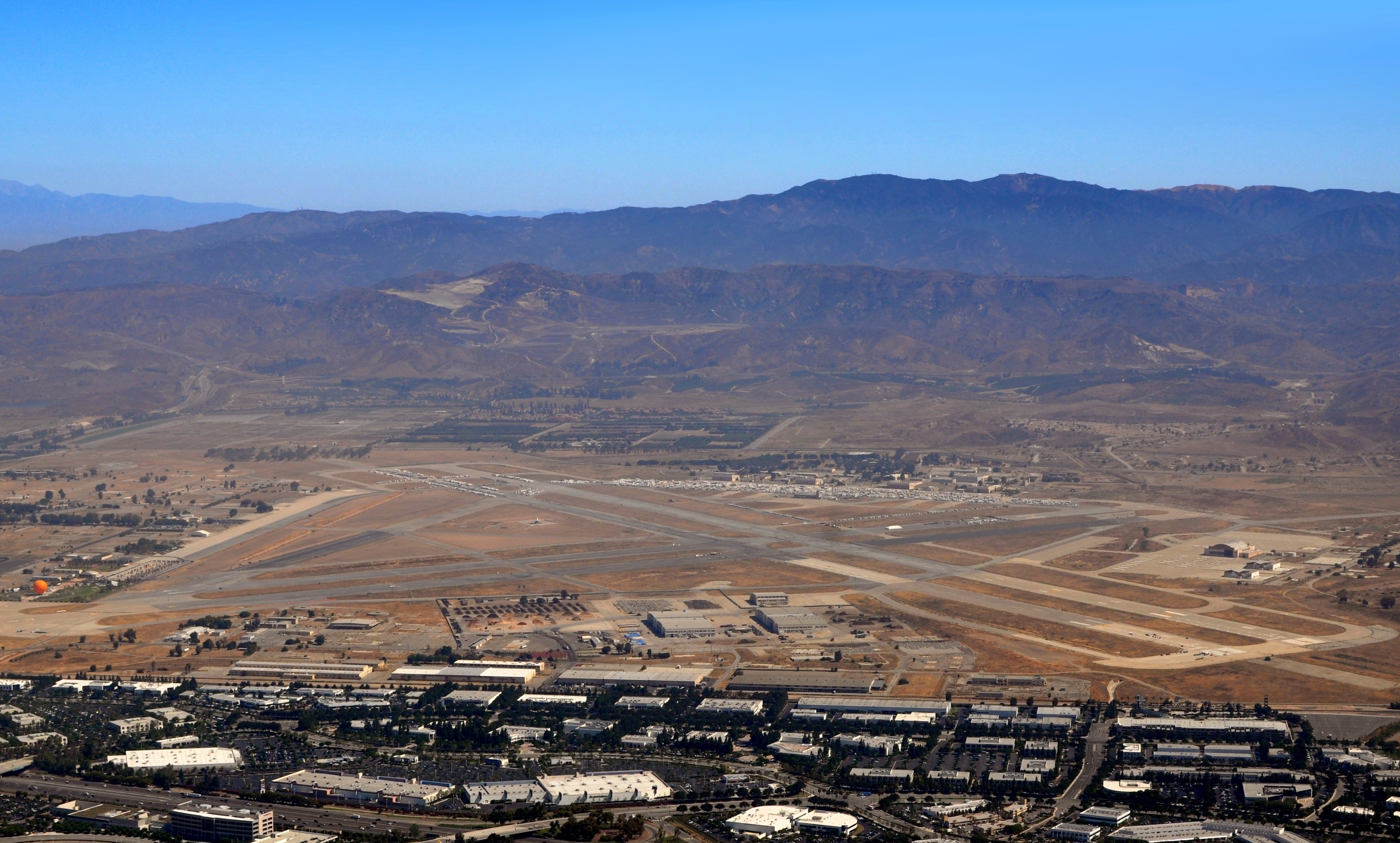
Le tournage a lieu sur plusieurs bases militaires, ici celle d'El Toro en Californie

Le script est initialement développé par James Carabatsos, vétéran du Viêt Nam au sein de la 1re division de cavalerie. Clint Eastwood est séduit par le script et charge son producteur Fritz Manes de contacter l'armée américaine pour pouvoir filmer à Fort Bragg. L'acteur-réalisateur n'obtient pas le soutien de l'armée de terre américaine, n'approuvant notamment pas l'alcoolisme du personnage principal et ses méthodes peu académiques. Clint Eastwood approche donc le Corps des Marines qui, malgré quelques réserves, accepte de soutenir le film. Le personnage est donc modifié et devient un Marine.
Clint Eastwood reçoit un salaire de 10 millions de dollars pour ce film, un montant record pour l'époque. Sylvester Stallone sera ensuite payé 12 millions par films pour Cobra (1986) et Over the Top : Le Bras de fer (1987).
Ce film marque la dernière collaboration entre Clint Eastwood et Fritz Manes, qui avait participé à la production de plusieurs films de l'acteur-réalisateur et fait de petites apparitions.
Le tournage a lieu en Californie (Marine Corps Base Camp Pendleton, Santa Clarita, San Clemente, Marine Corps Air Station El Toro, Agua Dulce, San Diego, San Juan Capistrano) et à Porto Rico (Vieques).

## Musique
La musique du film est composée par les saxophonistes américains Lennie Niehaus et Desmond Nakano. L'acteur Mario Van Peebles a écrit Bionic Marine et Recon Rap, et a coécrit I Love You (But I Ain't Stupid) avec Desmond Nakano.
La musique de la scène finale est jouée par l'orchestre de la 1re division des marines[réf. nécessaire].

## Accueil

### Critique
Le film reçoit des critiques plutôt positives à sa sortie. Sur l'agrégateur américain Rotten Tomatoes, il récolte 73 % d'opinions favorables pour 26 critiques et une note moyenne de 6,80⁄10 avec le consensus suivant : « Avec Heartbreak Ridge, le réalisateur Clint Eastwood obtient l'une de ses meilleures performances, même si l'intrigue a du mal à s'engager ». Sur Metacritic, il obtient une note moyenne de 53⁄100 pour seize critiques.

### Box-office
- États-Unis : 42 724 017 dollars[9],[10]
- France : 1 124 240 entrées[9]

## Distinctions

### Récompenses
- BMI Film and TV Awards 1987 : BMI Film Award pour Lennie Niehaus[11]
- NAACP Image Awards 1989 : meilleur acteur dans un second rôle pour Mario Van Peebles

### Nomination
- Oscars 1987 : meilleur son

## Contexte historique
À l'époque de Ronald Reagan, l'invasion de la Grenade, intervention d'une coalition emmenée par l'armée américaine sur l'île de la Grenade se déroula en octobre 1983 (Opération Urgent Fury).
Le titre en anglais fait, lui, référence à la bataille de Crèvecœur (Battle of Heartbreak Ridge en anglais), pendant la guerre de Corée : « J'ai fait Crèvecœur » réplique le sergent Highway au lieutenant Ring qui lui demande quelle école militaire il a fait. Cette sanglante bataille vit l'engagement du 23e régiment de la 2e division d'infanterie.
« Company gunnery sergeant » (grade de Tom Highway) est un grade de sous-officier, entre celui de staff sergeant et ceux de master sergeant ou de first sergeant. Payé à l'échelle E7, le Gunny commande la section d'armes lourdes (mortiers, mitrailleuses, armes antichars) d'une compagnie d'infanterie. Dans les unités blindées ou les compagnies de débarquement, le Gunny est sous-officier adjoint ou chef de peloton.
Après avoir visionné le film, le département de la Défense lui refuse finalement son soutien, jugeant que le personnage du sergent Tom Highway était une caricature du Marine,.

## Clin d’œil
Mario Van Peebles porte un tee-shirt à l’effigie du personnage principal de Sweet Sweetback's Baadasssss Song, un film de 1971 réalisé par son père Melvin Van Peebles.